# Kong Yingchao
Dans ce nom chinois, le nom de famille, Kong, précède le nom personnel.
Pour les articles homonymes, voir Kong.
Kong Yingcaho (chinois : 孔颖超), née le 9 octobre 1982 à Neimenggu est une biathlète chinoise.

## Carrière
Elle fait ses débuts en Coupe du monde en 1999 et obtient ses premiers podiums lors de la saison 2004-2005 en terminant deuxième du sprint et de la poursuite de Pokljuka. Elle monte sur un troisième podium individuel en 2006-2007 au sprint d'Hochfilzen.
Durant sa carrière Kong a pris part à trois éditions des Jeux olympiques, celles de 2002, de 2006 et de 2010, sa dernière compétition majeure.
En Championnat du monde, son meilleur résultat est une sixième place sur la mass-start des Mondiaux 2005.

## Palmarès

### Jeux olympiques
| Épreuve / Édition            | Salt Lake City 2002 | Vancouver 2006 | Vancouver 2010 |
| Sprint                       | 56e                 | 24e            | 61e            |
| Poursuite                    |                     | 17e            |                |
| Individuelle                 | 44e                 | 25e            | 58e            |
| Mass start (départ en ligne) |                     | 23e            |                |
| Relais                       | 13e                 | 9e             | 9e             |

### Championnats du monde
| Épreuve / Édition                | Individuelle | Sprint | Poursuite | Départ en masse | Relais | Relais mixte                     |
| Mondiaux 2000 Oslo-Holmenkollen  | 53e          | 60e    | -         | -               | LAP    | Épreuve inexistante à cette date |
| Mondiaux 2001 Pokljuka           | 42e          | 56e    | Abandon   | -               | 10e    | Épreuve inexistante à cette date |
| Mondiaux 2003 Khanty-Mansiïsk    | 61e          | 17e    | 14e       | 29e             | 9e     | Épreuve inexistante à cette date |
| Mondiaux 2004 Oberhof            | 19e          | 40e    | 36e       | -               | 11e    | Épreuve inexistante à cette date |
| Mondiaux 2005 Hochfilzen         | 57e          | 38e    | 41e       | 6e              | 11e    | Épreuve inexistante à cette date |
| Mondiaux 2007 Antholz-Anterselva | 37e          | -      | -         | -               | 6e     | 7e                               |
| Mondiaux 2008 Östersund          | 81e          | 23e    | 21e       | 30e             | 14e    | -                                |

Légende :

 : épreuve inexistante

- : n'a pas participé à l'épreuve

### Coupe du monde
- Meilleur classement général : 15e en 2007.
- 3 podiums individuels : 2 deuxièmes places et 1 troisième place.
- 2 podiums en relais : 2 troisièmes places.

#### Différents classements en Coupe du monde
| Année     | Classement général final | Sprint | Poursuite | Individuelle | Mass start |
| 2001-2002 | 86e                      | -      | 77e       | -            | -          |
| 2002-2003 | 45e                      | 50e    | 41e       | -            | 44e        |
| 2003-2004 | 43e                      | 48e    | 38e       | 36e          | -          |
| 2004-2005 | 28e                      | 28e    | 30e       | 42e          | 18e        |
| 2005-2006 | 45e                      | 52e    | 42e       | 46e          | 43e        |
| 2006-2007 | 15e                      | 14e    | 10e       | 15e          | 22e        |
| 2007-2008 | 58e                      | 56e    | 48e       | -            | 44e        |
| 2008-2009 | 50e                      | 65e    | 48e       | 40e          | 39e        |
| 2009-2010 | 41e                      | 39e    | 40e       | 67e          | 35e        |